# بونتوكومي (كوزاني)
بونتوكومي (Ποντοκώμη) هي مدينة في كوزاني في مقاطعة فوريا إلادا في اليونان.